# Langley (Hampshire)
Pour les articles homonymes, voir Langley.
Langley est un petit village de la paroisse civile de Fawley dans le Hampshire, en Angleterre. Il fait aujourd'hui partie du village moderne de Blackfield.

## Géographie

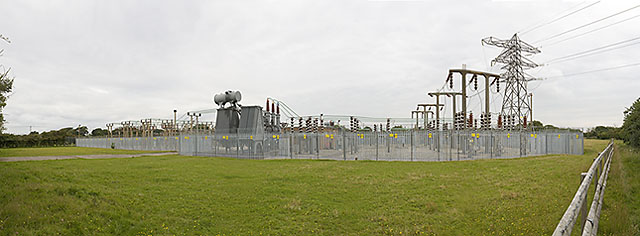
Transformateur électrique à Langley.

Le village moderne se trouve sur le site de l'ancien manoir.
Au début du XXe siècle, Langley et Fawley étaient les deux seuls villages de la paroisse. 
Avec la croissance du village de  Blackfield, au XXe siècle, Langley est, de fait, devenu une partie de Blackfield.

## Toponymie
Le nom « Langley » signifie « bois long / défrichement ».

## Histoire
Langley est cité dans le Domesday Book de 1086, alors qu'il était tenu par Hugues de Saint-Quentin. Un deuxième Langley figure dans le Domesday Book, il était tenu par Cola the Huntsman. Ce deuxième Langley est probablement le manoir de Langley près de Colbury, car le nom de Colbury signifie certainement « Domaine de Cola ». 
En 1372, John Baron, de South Langley et Julia, son épouse ont effectué des transactions dans le sud de Langley. La propriété est passée indirectement à Richard Goolde et à son épouse Joan en 1413. 
John Ludlowe a occupé les lieux en 1482.
En 1500, le droit des Ludlow à détenir le manoir (ainsi appelé pour la première fois) fut violemment contesté auprès de la « Cour de chancellerie » par un certain William Fletcher. 
Les Ludlow ont gagné car en 1609 Sir Edward Ludlow vend le manoir de Langley à Sir Walter Longe. Le manoir de Langley est alors rattaché aux manoirs de Cadlands (maintenant sous la raffinerie de Fawley) et Holbury ; les trois propriétés appartiennent désormais à la même lignée familiale.
Une partie de la propriété fusionnée est devenue la « ferme Langley », tenue par la « famille Stanley » au début du XXe siècle.